# Mozilla Application Suite
Mozilla Application Suite [moʊˈzɪlə ˌæplɪˈkeɪʃn swiːt] (auch Mozilla Suite oder einfach Mozilla, siehe auch allgemeiner Begriff Mozilla) war ein freies Programmpaket bestehend aus Webbrowser, E-Mail-Programm und weiteren Programmen. Mittlerweile hat die Mozilla Foundation die offizielle Entwicklung zugunsten des Webbrowsers Firefox und des E-Mail-Programms Thunderbird eingestellt. Die Suite wird seitdem unter dem neuen Namen SeaMonkey von einer kleinen Entwicklergemeinde weitergepflegt. Die Mozilla Suite steht unter mehreren freien Lizenzen wie der hauseigenen Mozilla Public License (MPL), sowie der GPL und LGPL.

## Geschichte
Mozilla basierte auf dem 1998 von der Netscape Corporation freigegebenen Quellcode des Netscape Communicators; von dieser Codebasis enthielt Mozilla allerdings nicht mehr viel. Mozillas (neugeschriebene) Layout-Engine heißt Gecko.
Ursprünglich war das Wort Mozilla nur die firmeninterne Bezeichnung für den Netscape-Webbrowser. Zum genauen Ursprung des Namens, der sich auf den ersten populären Webbrowser Mosaic bezieht, gibt es mehrere Erklärungen. Eine besagt, dass er sich aus Mosaic Killa zusammensetzt, laut der anderen aus Mosaic und Godzilla. Das offizielle Netscape-Maskottchen, eine grüne Eidechse, und der bei Mozilla verwendete Dinosaurier, die beide den Namen Mozilla tragen, deuten auf letztere Erklärung. Es ist allerdings denkbar und vielleicht auch wahrscheinlicher, dass das Maskottchen wegen der Namensähnlichkeit von Mozilla mit der bekannten Figur Godzilla gewählt wurde. Eine demnach erst nachträgliche, auf der Ähnlichkeit des Maskottchens mit der Godzilla-Figur fußende Interpretation als Mosaic Godzilla vorausgesetzt, wäre Mozilla insoweit ein Backronym.

### Versionsgeschichte
Mozilla 1.0 erschien am 5. Juni 2002, die letzte stabile Version 1.7.13 am 22. April 2006. Danach wurde die Weiterentwicklung der Mozilla-Suite seitens der Mozilla Corporation eingestellt. Das Projekt wird jetzt von einer unabhängigen Programmierergruppe unter dem Namen SeaMonkey weitergeführt. Erscheinungsdaten der einzelnen Versionen der Suite sind auf der folgenden Zeittafel angeordnet.

## Eigenschaften und Funktionen
Mozilla lief auf vielen verschiedenen Betriebssystemen (Plattformen). Dies wurde dadurch ermöglicht, dass große Teile von Mozilla plattformunabhängig waren. Die Hauptarbeit bei der Portierung entfiel auf die Netscape Portable Runtime, die eine allgemeine Schnittstelle für z. B. Dateizugriff und Speicherverwaltung definierte.
Die Programmoberfläche wurde in der eigens entwickelten, ebenfalls plattformunabhängigen Sprache XUL, die auf XML basiert, geschrieben. Die Elemente dieser Oberfläche wurden, ähnlich wie Webseiten, durch Gecko dargestellt und nicht vom Betriebssystem. Dies hat den Vorteil, dass ein Entwickler für Änderungen an der Oberfläche keine Kenntnisse mehrerer Betriebssysteme benötigt. XUL ermöglichte auch, in einfacher Weise durch sogenannte Extensions die Mozilla-Oberfläche anzupassen oder zu erweitern. XUL unterstützt auch sogenannte Themes, die auf Basis von Webstandards wie Document Object Model und Cascading Style Sheets erstellt werden und mit denen das Aussehen von Mozilla dem eigenen Geschmack angepasst werden konnte. Ein Nachteil war jedoch, dass eine XUL-basierte Oberfläche auf älteren Rechnern langsamer läuft.
Mozilla war auch in der Lage Stylesheets auf HTML- und XML-Seiten anzuwenden. Dazu wurden die Standards CSS 1 bis 3 (CSS 1 vollständig, CSS 2 nahezu vollständig, CSS 3 teilweise) und XSLT unterstützt. Daneben gab es einen Pop-up-Blocker und die Funktion des Tabbed Browsing sowie des Caret Browsing.
Erfahrenen Benutzern war es möglich, das Erscheinungsbild und das Verhalten von Mozilla durch das Bearbeiten der Konfiguration, in Mozilla-Browsern erreichbar über die Eingabe von about:config in der Adresszeile, und das Anlegen eines sogenannten User-Stylesheets zu beeinflussen.

## Mail- und News-Komponente, HTML-Editor und weitere Zusatzprogramme

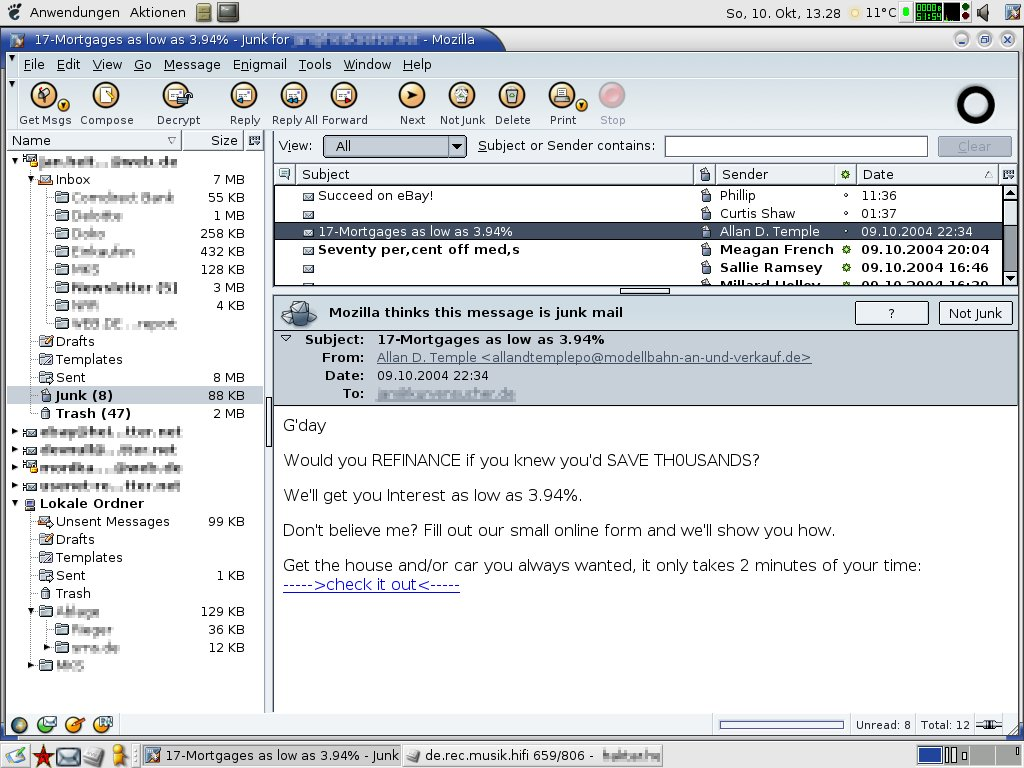
Mailkomponente von Mozilla 1.6 mit „Orbit 3+1“-Theme unter Linux

Neben dem Browser beinhaltete Mozilla auch ein vollständiges E-Mail-Programm inklusive Adressbuch. Eines der wichtigsten Features war der ab Version 1.3 enthaltene adaptive Spam-Filter auf Basis der Bayesschen Wahrscheinlichkeitstheorie. Nach einer Lernphase, in welcher der Benutzer E-Mails als „Junk“ und „Nicht Junk“ klassifizierte, wies das Programm sehr gute Trefferquoten auf.
Das Mail-Programm unterstützte beliebig viele POP3- und IMAP-Postfächer pro Benutzer. Es erlaubte zudem das Anlegen von Filter-Regeln, durch die E-Mails automatisch in beliebige Ordner vorsortiert werden konnten, und verfügte über sehr viele Möglichkeiten, das Programm an die Vorlieben des Benutzers anzupassen.
Verschlüsselung und Signierung von E-Mails wurden mit dem S/MIME-Standard transparent und unkompliziert für den Benutzer durchgeführt. Mit Hilfe der Extension Enigmail war die verschlüsselte E-Mail-Kommunikation auch via PGP möglich. Außerdem war das Abonnieren von Newsgroups und das Verfassen von Beiträgen für diese möglich.
Enthalten war auch das Programm-Modul Composer zum Bearbeiten und Erstellen von HTML-Seiten; es ermöglichte die Erstellung von Webseiten nach dem WYSIWYG-Prinzip, doch auch die direkte Bearbeitung des Quellcodes war möglich.
Weiterhin verfügte die Mozilla-Suite über ein Modul namens ChatZilla zum Chatten in IRC-Netzwerken.
Mozilla bot einige für Webseiten- und JavaScript-Entwickler wichtige Funktionen zur Fehlersuche in Form der integrierten Web-Development-Tools. Dazu gehörten die JavaScript-Konsole, die die Direkteingabe von JavaScript-Kommandos erlaubte, der JavaScript-Debugger Venkman und das Tool DOM-Inspector, das es erlaubte, die baumartige Struktur von Webseiten zu inspizieren und zu analysieren und somit mögliche Fehler im Aufbau zu entdecken.

### Venkman
Venkman ist die JavaScript-Debugger-Komponente der Mozilla Application Suite für Gecko-basierte Browser wie Firefox 3.x, Netscape 7.x und 9.x und Seamonkey >1.x. Da sie nicht in Firefox als eingebautes Feature existiert, ist Venkman auch als Erweiterung für Mozilla Firefox erhältlich. Venkman ist nach Dr. Peter Venkman, gespielt von Bill Murray, aus den Filmen Ghostbusters – Die Geisterjäger und Ghostbusters II benannt.

## Teil des User-Agent-Strings in vielen Browsern
Siehe auch: Mozilla, User Agent
Bei vielen heutigen Browsern beginnt die Identifikationszeichenkette mit Mozilla, das liegt daran, dass zu der Zeit, als Netscape Marktführer bei Browsern war, viele Websites diesen zum Anzeigen voraussetzten. Deswegen fingen die anderen Browserhersteller an, sich für den Netscape Browser auszugeben, indem sie ebenfalls Mozilla am Anfang ihrer Identifikationszeichenkette verwendeten.

## Varianten und Ableitungen
Der Netscape Communicator Version 6.x und 7.x basieren auf dem Mozilla-Code.
Da der Code von Mozilla oft als zu groß und unübersichtlich kritisiert wurde, bildeten sich verschiedene Projekte, die auf Gecko basierend einen schnelleren, schlankeren und leichter zu wartenden Browser kreieren wollen. Diese sind unter anderem:
- Mozilla Firefox (früher: Phoenix, Firebird)
- Flock (Bis Version 2 basiert er auf Firefox, ab Version 3 auf Chromium)
- Galeon (für Gnome)
- Gnome Web (Standardbrowser für Gnome)
- Mozilla Camino (früher: Chimera, für macOS)
- K-Meleon (für Windows)

## Einstellung der Weiterentwicklung
Die Roadmap von Mozilla sah vor, dass sich das Projekt mehr auf Einzelprodukte konzentriert und die Suite nur noch im stabilen Zweig 1.7 mit Sicherheitsupdates versorgte, von den späteren Milestones dagegen keine finalen, offiziellen Versionen mehr herausgab, Entwicklern jedoch Hilfestellung gibt, wenn sie auf Basis des Mozilla-Codes eigene Versionen der Suite herausbringen wollen.
Das Mozilla-Projekt selbst will sich ganz auf die Weiterentwicklung von Mozilla Firefox (Browser) und von Mozilla Thunderbird (E-Mail-Programm) konzentrieren. Der Hauptgrund für diese Änderung ist, dass die Akzeptanz von Einzelapplikationen bei den Anwendern als höher angenommen wurde als die einer kompletten Applikationssuite, angeregt durch die Popularität von Firefox. Die Weiterentwicklung des Editors (Composer) als Einzelanwendung „Nvu“ als externes Projekt wurde nach der Version 1.0 von Linspire eingestellt. Eine weiter fortgeschrittene Version des HTML-Editors bietet eine Abspaltung von NVU mit dem Namen KompoZer, welche von Fabien Cazenave entwickelt wird.
Nachdem die Mozilla Foundation bekannt gab, dass die Unterstützung der Suite eingestellt wird, haben sich einige ehemalige Mozilla-Entwickler zusammengefunden, um die Mozilla-Suite weiterzuentwickeln und so das Programm unter dem Namen SeaMonkey in Form einer Internet-Suite weiterzuführen. Nachdem die Mozilla Foundation den Namen SeaMonkey als Trademark registriert hatte, erfolgte am 2. Juli 2005 die offizielle Ankündigung des Projektes. Am 30. Januar 2006 erschien die erste stabile Version 1.0.